# Emilia Costa
Emilia Costa (Roma, 16 ottobre 1967) è una doppiatrice italiana.

## Biografia
Tra i suoi numerosi doppiaggi, quello di Amy Farrah Fowler nella serie The Big Bang Theory.

## Doppiaggio

### Cinema
- Gillian Vigman in Una notte da leoni 2, Una notte da leoni 3, The Goldbergs, Divorce
- Anne Heche in Toy Boy - Un ragazzo in vendita, Il silenzio del testimone.
- Elizabeth Banks in Ti presento Bill
- Vanessa Branch in Suburban Girl
- Rebecca Ann Johnson in Succhiami
- Moira McFarland-Messana in A letto con Madonna
- Madeleine Potter in Red Lights
- Kierston Wareing in Missione vendetta
- Astrid Whettnall in Il mistero Henri Pick
- Christina Thurmond in Darling Companion
- Céline Jorrion in GTMAX
- Helen Behan in Piccole cose come queste
- Peggy Bryan in Incubi notturni
- Veronica Ferres in Berlin, I Love You, Zero Contact

### Film d'animazione
- Annie e Clarabel in Il trenino Thomas - Sodor e il tesoro dei pirati, Il trenino Thomas - La grande corsa, Il trenino Thomas - Viaggio oltre i confini di Sodor
- La regina delle nevi, La regina delle nevi 2, La regina delle nevi 3 - Fuoco e ghiaccio,  La regina delle nevi 4 - La terra degli specchi, La regina delle nevi e la principessa - Regina delle nevi
- Capitan Sciabola e il diamante magico - Sirima
- La nostra terra (2023) - Moglie del Sindaco
- Elfkins - Missione Gadget - Commissario Lanski
- Benvenuti alla Monster High - Cleo De Nile

### Serie televisive
- Zeyno Eracar in Endless Love, Segreti di famiglia
- Annabeth Gish in The Haunting of Hill House, Storia di una madre. La scomparsa di Jennifer Dulos
- Parker Posey in La battaglia di Mary Kay
- Daphne Ashbrook in Rock Hudson
- Gloria Reuben in The Agency
- Sharon Ferguson in Buffy l'ammazzavampiri
- Susan Walters in The Vampire Diaries
- Mayim Bialik in The Big Bang Theory, Young Sheldon
- Lea Thompson in Caroline in the City, The Christmas Clause, Star Trek: Picard
- Laura Prepon e Debra Jo Rupp in That '70s Show
- Rebecca Balding in Streghe (3^ voce)
- Michelle Lipper in Largo Winch
- Alexandra Tydings in Xena - Principessa guerriera (2^ voce)
- Amanda Holden in Cuore selvaggio
- Suranne Jones in Five Days
- Geraldine Somerville in Cracker
- Gülçin Santırcıoğlu in Hercai - Amore e vendetta
- Tamsin Greig in Green Wing, Le avventure senza capo né coda di Dick Turpin
- Patricia McKenzie in Charlie Jade
- Javiera Hernández in Karkú
- Catherina Cardozo in Non può essere!
- Isabel Macedo in Flor - Speciale come te
- Inés Morales in Amalia Batista
- Sandra Cervera in Il segreto (1^ voce)
- Jodie Whittaker in Doctor Who, Good - L'indifferenza del bene
- Frédérique Dufour, Nabila Mekkid ed Elodie Buisson in Panda
- Kiti Mánver in Sei sorelle
- Laura Ramos in Cuore ribelle
- Clara Sanchis in Amare per sempre
- Irmak Aydın in Terra amara
- Jacqueline Arenal in Cent'anni di solitudine
- Rocío Muñoz-Cobo in La promessa
- Diana Amft in Kiss the Chef
- Kecia Lewis in Will Trent

### Cartoni animati
- Jason e Toledo (Toledo)
- La crescita di Creepie (Miss Monserate)
- Harry e i dinosauri nel magico secchiello blu (Pterence, 2^ voce)
- Zombie Hotel (Maestra Harbottle)
- Nello e Patrasche (Signora Lena)
- Honey Honey (Honey)
- Generator Gawl (Chichi)
- La leggenda di Korra (Raava, Kuvira, Lin Beifong da giovane, Zhu-Li Moon, Pema e P'Li)
- Tweeny Witches (Sheila)
- Princess Tutu - Magica ballerina (Rue/Princess Krahehe)
- Winx Club (Kalshara)
- Steven Universe (Smeraldo)
- Monster High - Scuola di mostri - Cleo De Nile
- The Promised Neverland (Nonna)
- The Venture Bros. (Molotov Cocktease e Marsha Backwood)
- Fairy Tail (Minerva Orland, 2^ voce e Briar)
- Fairy Tail: 100 Years Quest (Minerva Orland)
- Secret Level (Thadie Voss)
- Nonomura Hospital - Delitto in corsia a luci rosse (Miho Nomoto)
- The Powerpuff Girls (Bianca Bikini)

### Videogiochi
- Geneviéve in Barbie in le 12 principesse danzanti